# Bojana Novaković
Bojana Novaković (Servisch: Бојана Новаковић; Belgrado, 17 november 1981) is een Servische actrice. Ze is voornamelijk werkzaam in Hollywood en Australië.